# Astracantha kristii
Astracantha kristii là một loài thực vật có hoa trong họ Đậu. Loài này được (Širj.) Greuter miêu tả khoa học đầu tiên năm 1986.